# Gunnar Åkerlund
Ernst Gunnar Åkerlund (* 20. November 1923 in Nyköping; † 4. Oktober 2006 ebenda) war ein schwedischer Kanute.

## Erfolge
Gunnar Åkerlund nahm im Zweier-Kajak zweimal mit Hans Wetterström an Olympischen Spielen auf der 10.000-Meter-Distanz teil. 1948 belegten sie unter den 15 Startern nach einer Rennzeit von 46:09,4 Minuten den ersten Platz und wurden Olympiasieger. Ihr Vorsprung auf die Norweger Ivar Mathisen und Knut Østby sowie Thor Axelsson und Nils Björklöf aus Finnland war dabei mit 35,4 bzw. 38,8 Sekunden deutlich. Bei den Olympischen Spielen 1952 in Helsinki verpassten sie im Finale den erneuten Gewinn einer Goldmedaille nur knapp, als sie von den Finnen Kurt Wires und Yrjö Hietanen im Zielsprint knapp um 0,4 Sekunden geschlagen wurden und nach 44:21,7 Minuten Gesamtlaufzeit die Silbermedaille erhielten.
1948 wurde Åkerlund in London außerdem im Vierer-Kajak auf der 1000-Meter-Distanz Weltmeister. Zwei Jahre darauf belegte er in Kopenhagen in dieser Disziplin den zweiten Platz, während er im Zweier-Kajak über 10.000 Meter mit Hans Wetterström eine weitere Goldmedaille gewann.